# Сирийский национализм

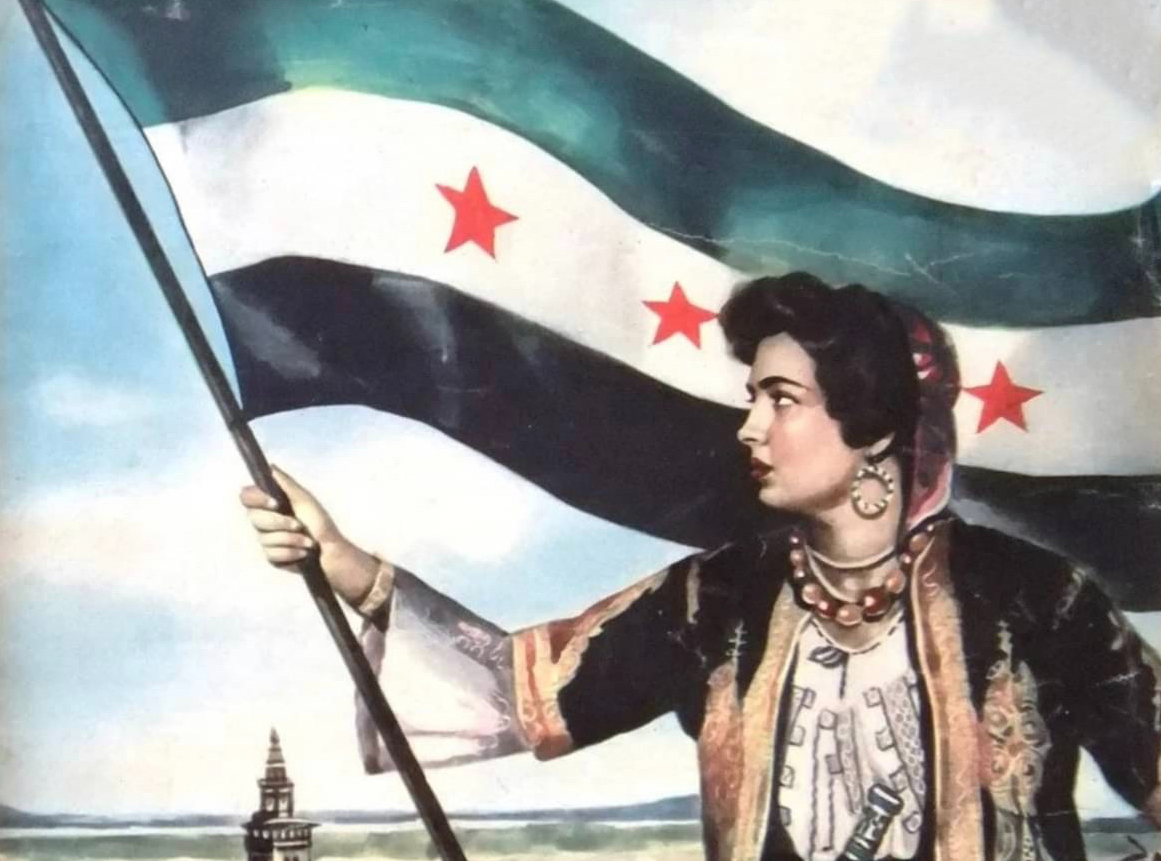
Портрет женщины с Сирийским флагом в руке.

Сири́йский национали́зм (араб. القَومِيَةُ السُورِيَّةُ‎) относится к национализму региона Сирии, как культурного или политического образования, известного как « Великая Сирия », известного на арабском языке как Билад аш-Шам (араб. بِلَاد الـشَّـام‎.) 
Сирийский национализм зародился вместе с арабским восстанием против Османской империи во время Первой мировой войны . В то время как большинство «прагматичных» сирийских националистов выступают за арабский национализм и рассматривают пансирийство как шаг к более широкому панарабскому государству, меньшинство «чистых» сирийских националистов, часто связанных с Сирийской социал-националистической партией, выступают против этой перспективы. Они утверждают, что Сирия должна быть ведущей силой среди арабского народа и отвергают панарабские движения, которые ставят всех арабов на один уровень. 

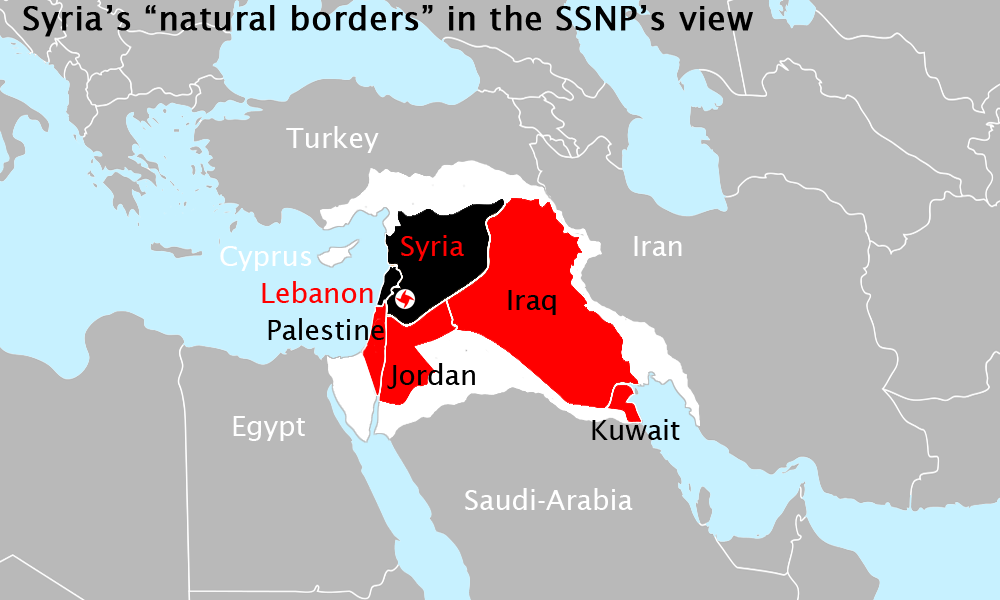
Предполагаемые «естественные границы» Сирии, заявленные Сирийской социал-националистической партией

Флаг Сирии

Некоторые сирийские оппозиционные силы, воевавшие против режима Асада, являются ярыми сторонниками исторического сирийского национализма, который восходит к «Золотому веку». Свободная сирийская армия включила символы националистических знаков в свои флаги и военную форму во время гражданской войны в Сирии. Сирийский национализм исторически был заметен в Ливане, где он был особенно распространен среди ливанских мусульман-суннитов, которые стремились войти в состав Великого сирийского государства.

## История

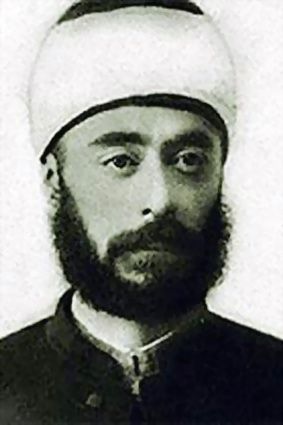
Революционный активист Абд аль-Рахман аль-Кавакиби

Сирийский национализм возник в конце XIX века вместе с движением Нахда, охватившим тогда арабский мир, находившийся под властью Османской империи. Одной из выдающихся исторических фигур сирийского национализма был султан Айюбидов Саладин, суннитский лидер, который отвоевал Иерусалим и привел мусульман к победе над европейскими крестоносцами . После декларации Бальфура, сделки Сайкса-Пико и введения французского мандата Саладин был популяризирован националистами и исламистами как героическая фигура сирийского сопротивления сионизму и западному империализму .
Одной из главных фигур панарабского движения был сирийский исламистский священнослужитель Мухаммад Рашид Рида, сыгравший ключевую роль в формировании арабских обществ и выступавший за автономию арабских вилайетов, таких как Сирия, от Османской империи . В своем основополагающем панисламистском журнале «Аль-Манар» Рида писал по широкому кругу вопросов, охватывающих религию, политику, науку, технологии и культуру. Будучи ярым сторонником арабского единства, Рида критиковал автократическое правление османской династии и господство турецкой националистической партии «Единение и прогресс» в имперской политике. Он также был ярым противником европейских колониальных держав и призывал арабский народ начать революционные действия, чтобы противостоять империалистическим заговорам Европы. Во время Первой мировой войны Рида издал фетву, призывающую сирийцев поддержать Османскую империю в борьбе с союзными колониальными державами и одновременно противостоять группам, связанным с младотурками . В то же время он основал тайное общество, известное как «Общество арабской ассоциации» ( Джамийят аль-Джамиа аль-Арабийя ), которое тайно прилагало усилия по созданию Исламской империи, охватывающей Аравийский полуостров, Большую Сирию и Ирак ; его правительство располагалось в Дамаске. Империю должен был возглавить арабский халиф, который должен был назначать президента на каждый пятилетний срок из списка кандидатов, предложенных ему Советом представителей. 
Соратник Рашида Риды Абд аль-Рахман аль-Кавакиби (1854-1902), сириец курдского происхождения, родившийся в Алеппо, был еще одним видным мусульманским деятелем, выступавшим за арабское единство. Аль-Кавакиби считал, что арабы — лучшие люди для возрождения ислама, и выступал за возрождение арабского самосознания как средства расширения прав и возможностей мусульманского мира . В своих книгах, таких как «Табаи аль-Истибдад» («Природа тирании») и «Умм аль-Кура» («Мать деревень — Мекка»), Кавакиби бросил вызов османскому султану и поддержал исламскую революцию с целью свержения различных политических тираний. Кавакиби считал, что изначальный ислам противостоит тирании и выступает за политическую систему, которая представляет собой промежуточный вариант между демократией и диктатурой. Он утверждал, что тирания ведет к ослаблению национального духа и деградации национальной культуры. Вторая крупная работа Кавакиби, «Умм аль-Кура», была посвящена исламскому конгрессу представителей со всего мусульманского мира, которые проводили дебаты для обсуждения исламского социально-политического возрождения. Рашид Рида популяризировал это произведение через «Аль-Манар» в 1902 году.